# Brauerei Murau

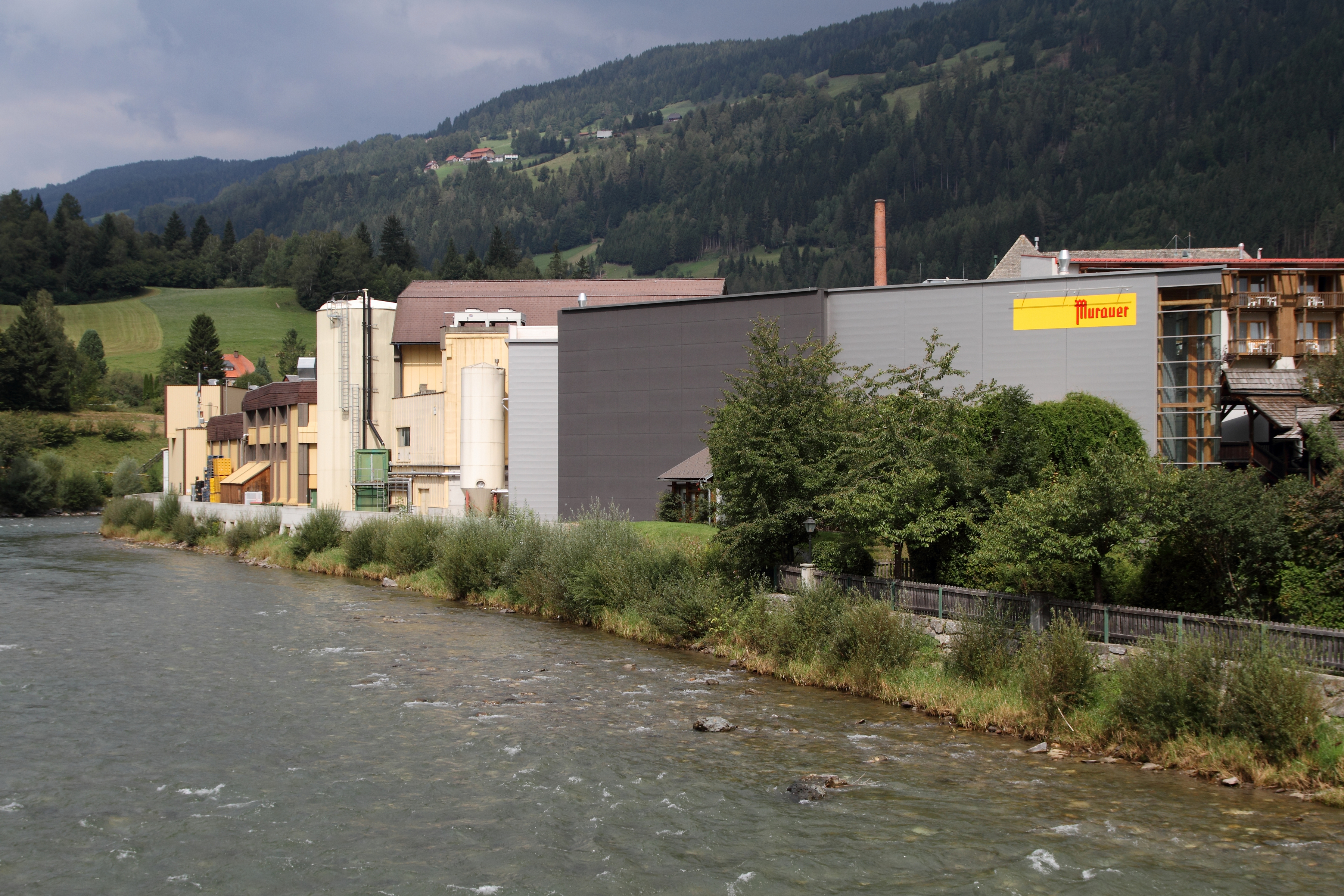
Brauerei Murau, Ansicht vom gegenüberliegenden Ufer der Mur

Die Brauerei Murau ist eine österreichische Braustätte in Murau.

## Geschichte
Bereits Mitte des 15. Jahrhunderts gab es in Murau drei Bierbrauereien, zu welchen 1495 jene am Raffaltplatz kam, die als einzige noch in Betrieb ist. Im 16. Jahrhundert wuchs die Anzahl sogar auf sieben an. Wesentlichen Anteil daran, dass die Brauerei Murau die Wirren des 19. Jahrhunderts als einzige überstand, hatte Valentin Bauer (Besitzer von 1823 bis 1856), der 1848 auch zum ersten Bürgermeister von Murau gewählt wurde. Aber auch seine Nachfolger als Brauereibesitzer versuchten immer, den Betrieb an die wirtschaftlichen und technischen Rahmenbedingungen anzupassen.
1906–1908 errichtete die Stadtgemeinde das Kraftwerk Murau, um die Brauerei mit Strom zu versorgen.
1910 erfolgte die Umwandlung in eine Genossenschaft. Während des Zweiten Weltkriegs drohte die Einstellung des Betriebs wegen des Mangels an Arbeitskräften. Durch die Unterstützung von Adolf von Schwarzenberg, der einige seiner Gefolgsleute zum Brauen abstellte, konnte jedoch auch diese Zeit überbrückt werden.
In den 1980er und 1990er Jahren konnte das Brauvolumen durch erfolgreiche Marktstrategien deutlich gesteigert werden (von 65.000 hl im Jahr 1980 auf 304.000 hl im Jahr 2011). 2021 gründete die Brauerei zusammen mit 9 anderen Gründungsmitgliedern den „Verein der Unabhängigen Privatbrauereien Österreichs“.

## Produktpalette

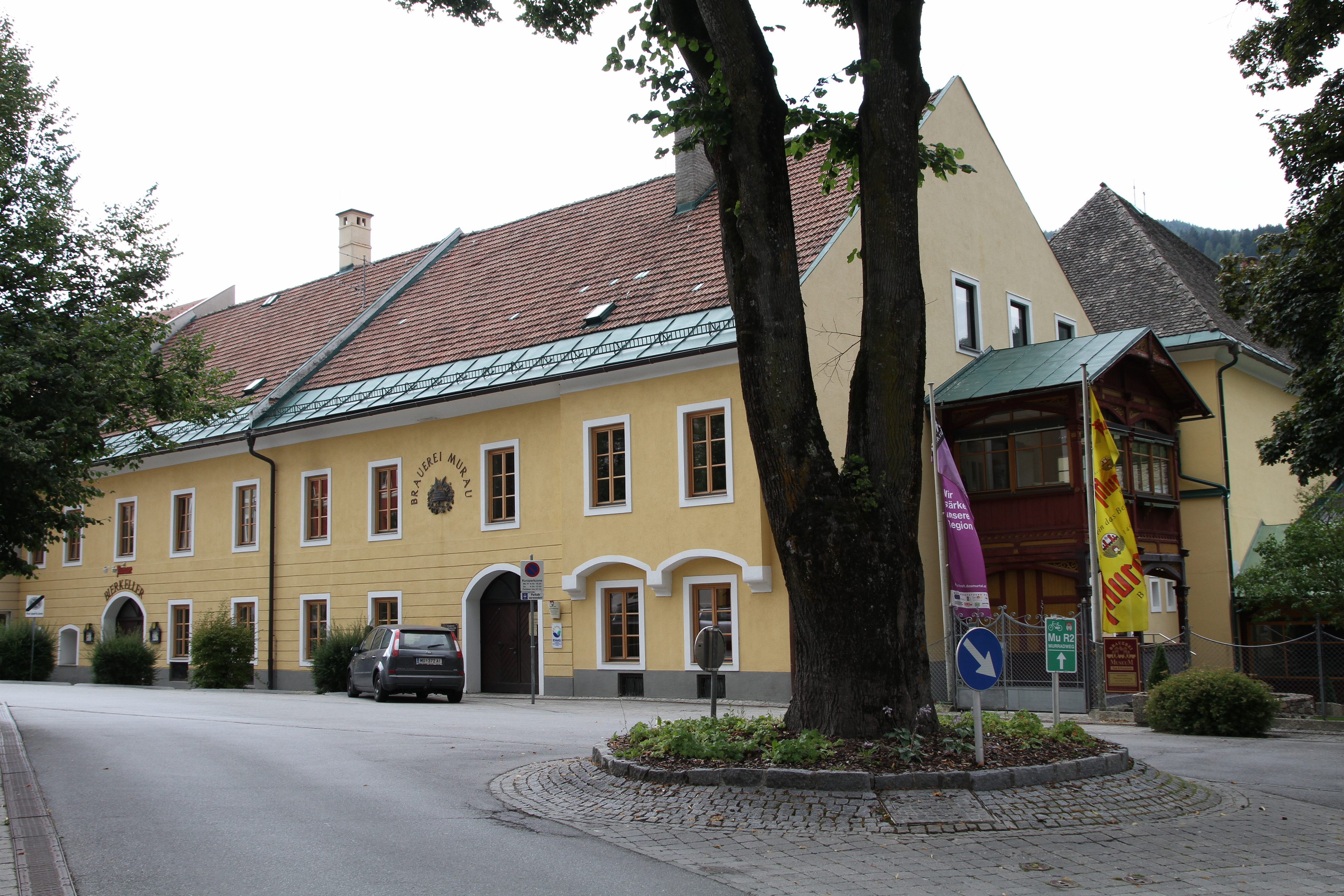
Brauhaus am Raffaltplatz

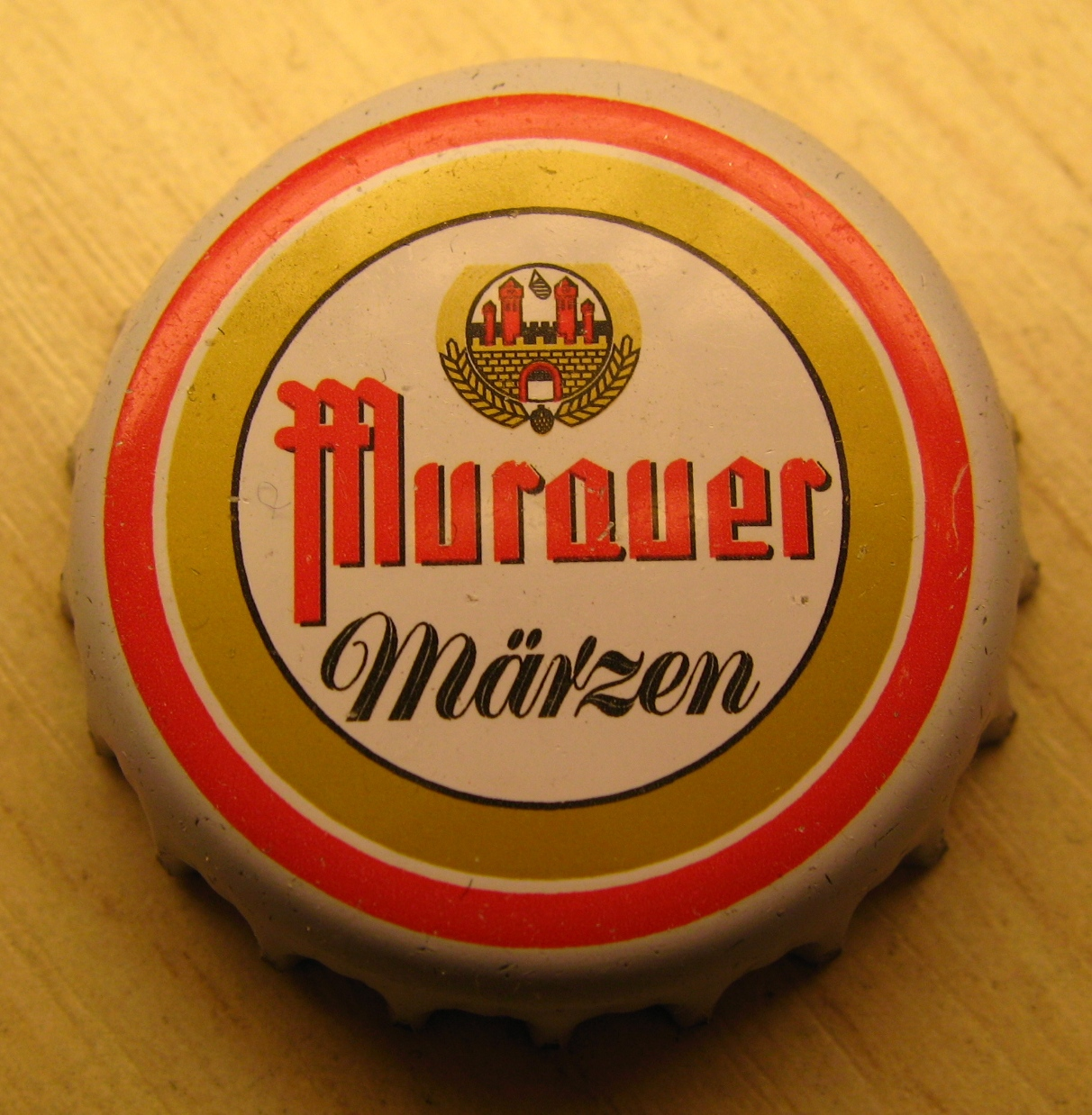
Bierkapsel eines Murauer Märzen

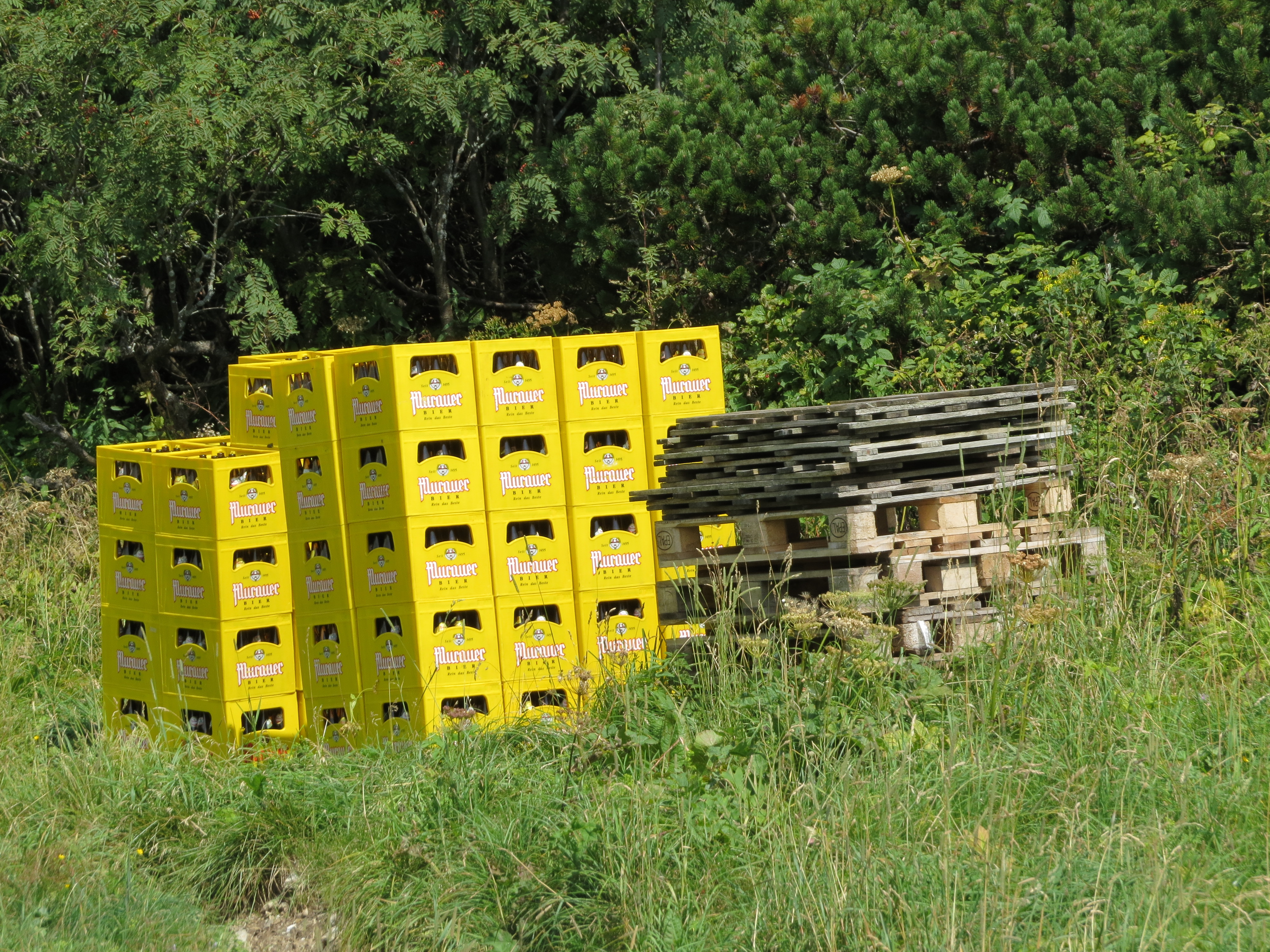
Bierkisten der Brauerei Murau bei der Seehütte, Rax, Steiermark

### Bier
- Märzenbier: 12,2° Stammwürze, 5,2 % Alkoholgehalt (Murauer Märzen, mehrfach als „Bestes Bier Österreichs“ ausgezeichnet)
- hopfengestopftes Märzenbier (Murauer 11/11)
- Pils: 12,2° Stammwürze, 5,1 % Alkoholgehalt (Murauer Pils)
- Alkoholfreies Bier
  - Murauer Alkoholfrei
  - Alkoholfreies Weißbier (Murauer Kristallweizen alkoholfrei)
- dunkles Bier: mit 13° Stammwürze, 5,2 % Alkoholgehalt (Murauer Dunkel)
  - mit 13,5° Stammwürze und 5,8 % Alkoholgehalt (Murauer Stout)
- Weißbier 5,4 % Alkohol (Murauer Weissbier)
  - obergäriges Weißbier 5,4 % Alkohol (Murauer Hoamat Weisse)
- Starkbier: 16,4° Stammwürze, 7,3 % Alkoholgehalt (Murauer Bockbier, wird nur vor Weihnachten ausgeliefert, auch unter dem Label bockbeat bekannt)
- Murauer Zwickl: hefetrüb, 5,0 % Alkohol
- diverse Radler-Produkte
  - Murauer Radler alkoholfrei (0,5 % Alkohol): gemischt mit Kräuterlimonade
  - Murauer Kräuterrader alkoholfrei: gemischt mit 45 % Kräuterlimonade
  - Murauer preisel&bier (2,9 % Alkohol): gemischt mit 40 % Preiselbeerlimonade
  - Murauer zitro&bier (2,1 % Alkohol): gemischt mit 60 % Zitronenlimonade
  - Murauer hm Radler (2,7 % Alkohol): gemischt mit Holunder-Marillenlimonade
- Murauer Black Hill (5,1 % Alkohol)
- Murauer Pale Ale (5,5 % Alkohol)
- Lambertini Stiftsbier (5,2 % Alkohol)

### Weinmischgetränke
- Feinsprizz (3,9 % Alkohol): gemischt mit 1/3 Weißwein[3]

### Limonade
Unter der Marke Murelli werden seit 2019 folgende alkoholfreie Erfrischungsgetränke angeboten:
- Cola (Der Dracola)
- Cola-Mix: Cola mit Orange (Der Aufgeweckte)
- Zitrone (Die Wilde)
- Orange (Die Tropische)
- Orange & Maracuja (Der Entdecker)
- Himbeere (Der Skilehrer, im Sommer als Der Skilehrer im Sommer)
- Almrausch: Kräuterlimonade (Der Steirer)
- Rhabarber & Minze (Die Gärtnerin)

Diese Sorten sind als Die bewusste Murelli erhältlich:
- Brombeere & Lavendel (Die Prinzessin)
- Apfel & Birne (Der Prachtkerl)